# Abiodun Baruwa
Abiodun Baruwa (Abuja, 1974. november 16. –) nigériai válogatott labdarúgókapus.

## Pályafutása

### Klubcsapatban
Pályafutását a Kano Pillars csapatában kezdte 1991-ben. Ezt követően az Iwuanyanwu Nationale és a Shooting Stars kapuját védte. 1997-ben a svájci Sionhoz igazolt. Egy évvel később a Sturm Graz szerződtette, itt 1998 és 2001 között szerepelt. 2003-ban a Barry Town tagjaként walesi bajnoki címet és kupagyőzelmet szerzett. A 2003–04-es idényben a Dagenham & Redbridge játékosa volt.

### A válogatottban
1997 és 1998 között 5 alkalommal szerepelt a nigériai válogatottban. Részt vett az 1998-as világbajnokságon.

## Sikerei, díjai
Sturm Graz
- Osztrák bajnok (1): 1998–99
- Osztrák kupa (1): 1998–99

Barry Town
- Walesi bajnok (1): 2002–03
- Walesi kupa (1): 2002–03